# Heroldskrone

Abzeichen und heraldische Krone des Herolds von Lancaster

Die Heroldskrone war und ist eine Kopfbedeckung zur Amtstracht des Herolds. Sie hatte nie eine einheitliche Form. Ein mit Blattzinken besetzter goldener Reif in der Frühzeit des Heroldswesens hat sich im Laufe der Zeit besonders in England zu einer Prachtkrone entwickelt. Der Garter Principal King of Arms trug und trägt noch heute zu  Krönungsfeierlichkeiten eine aus purem Gold gefertigte Krone. Englische Herolde der Provinzen müssen sich mit einer in vergoldetem Silber gefertigten Krone begnügen. Der goldene Kronenreif der Heroldskrone ist mit Hermelinfell besetzt und eine lateinische Inschrift im Sinne „Erbarme dich meiner, Herr, wegen deiner großen Barmherzigkeit“ ziert ihn. Neun sichtbare Eichenblätter aus Gold umspannen eine rote Kronenmütze. Mittig ist eine goldene Quaste aufgesetzt. 